# Consell comunal de la ciutat de Luxemburg
El Consell comunal de la ciutat de Luxemburg (en francès: Conseil communal de Luxembourg) és el consell local de l'ajuntament de la ciutat de Luxemburg, al sud de Luxemburg.
Consta de vint-i-set membres, elegits cada sis anys per representació proporcional. Les últimes eleccions es van celebrar el 9 d'octubre de 2011, i va donar lloc a una victòria del Partit Democràtic (DP). El Partit democràtic forma una coalició amb Els Verds, que tenen el tercer major contingent, sota el lideratge de l'alcalde del DP Paul Helminger.
| Partit                                                          | Partit                                                 | Escons | Consellers |
| --------------------------------------------------------------- | ------------------------------------------------------ | ------ | --- |
|                                                                 | Partit Democràtic (DP)                                 | 11     | Sonja Adam-Becker, Simone Beissel, Xavier Bettel, Anne Brasseur, Colette Flesch, Paul Helminger, Vronny Krieps, Colette Mart, Lydie Polfer, Jean-Paul Rippinger |
|                                                                 | Partit Popular Social Cristià (CSV)                    | 6      | Paul-Henri Meyers, Laurent Mosar, Martine Stein-Mergen, Théo Stendebach, Lucien Thiel, Lima Isabel Wiseler-Santos                                               |
|                                                                 | Els Verds                                              | 5      | Carlo Back, Fabiana Bartolozzi, François Bausch, Carlo De Toffoli, Viviane Loschetter                                                                           |
|                                                                 | Partit Socialista dels Treballadors (Luxemburg) (LSAP) | 4      | Marc Angel, Armand Drews, Ben Fayot, René Kollweiter |
|                                                                 | Partit Reformista d'Alternativa Democràtica (ADR)      | 1      | Jacques-Yves Henckes |
| Font: Ciutat de Luxemburg Arxivat 2009-01-14 a Wayback Machine. |                                                        |        | |